# رجینا دوارته
رجینا بلویس دوارته (زاده ۵ فوریه ۱۹۴۷) یک بازیگر برزیلی است که برای مدت کوتاهی (از مارس تا مه ۲۰۲۰) به عنوان وزیر ویژه فرهنگ خدمت کرد او همچنین در سازمان مبارزه کوتاه مدت Cansei حضور داشت.
تلاش‌های او علیه رئیس‌جمهور سابق برزیل ، لوئیز ایناسیو لولا داسیلوا (از حزب کارگران) در انتخابات ۲۰۰۲ جنجال‌های قابل‌توجهی ایجاد کرد. دوارته در یک تبلیغ تلویزیونی ظاهر شد و گفت که می‌ترسد در صورت پیروزی لولا چه اتفاقی برای برزیل بیفتد: